# Лаптев, Борис Лукич
Борис Лукич Лаптев (23 апреля 1905 года, Казань, Российская империя — 15 января 1989 года, Казань, СССР) — советский математик, доктор физико-математических наук, профессор, лауреат золотой медали имени П. Л. Чебышёва (1984)

## Биография
Родился 23 апреля 1905 года в Казани, в семье врача. В 1923 г. поступил на математическое отделение физико-математического факультета Казанского университета и в 1930 г. окончил его и был оставлен на факультете в должности ассистента. В середине 1930-х годов начал заниматься научной работой в области дифференциальной геометрии под руководством П.А. Широкова. В 1939 году защитил кандидатскую диссертацию, а в 1959 году — докторскую.
Член КПСС с 1944 года. В 1944—1961 годах был заведующим кафедрой геометрии, деканом физико-математического факультета, в 1961—1980 годах — директором Научно-исследовательского института математики и механики имени Н. Г. Чеботарева.
Умер 15 января 1989 года в Казани.

## Научный вклад
Работал в области истории математики (разбор наследия Лобачевского), обобщенных пространств, дифференциальной геометрии.

## Признание и память
- Орден Трудового Красного Знамени
- Орден Ленина
- Заслуженный деятель науки РСФСР
- Заслуженный деятель науки ТАССР
- Золотая медаль имени П. Л. Чебышёва (1984) — за цикл работ «Исследования по обобщённым пространствам»